# Šrejnarovský dům
Šrejnarovský dům je dům č.p. 10, stojící v severozápadním rohu Masarykova náměstí v Pelhřimově. Od roku 1963 je chráněn jako kulturní památka.

## Historie
Domu předcházela původně gotická zástavba, zbořená někdy v polovině 16. století, pravděpodobně z důvodu výstavby nedalekého zámku. V roce 1614 došlo k vystavění renesančního domu, pojmenovaného podle tehdejšího majitele, měšťana Kryštofa Šrejnara. V 80. letech 20. století prošel celkovou rekonstrukcí. Dnes se zde nachází informační centrum, Síň Lipských a v podzemí také Pelhřimovské peklo.

## Popis
V přízemí domu se dochoval klenutý průjezd ústící do dvorku, vymezeného dvojicí křídel. Průčelí je zdobeno dvojicí arkýřů. Na jednom můžeme nalézt zbytky maleb, které se původně nalézaly na celé fasádě domu.